# 田朝明
田朝明（1918年6月10日—2010年3月18日）台南縣山上鄉人，台灣民主運動參與者，因長年支持政治、人權運動與獨立運動，黨外素稱人權醫師、田爸爸。

## 生平
田朝明畢業於東京醫學院，回台後在台南的常關庵診所工作。曾擔任郭雨新、李萬居的家庭醫師。田朝明夫婦於台灣戒嚴期間，致力於營救政治犯，同時參與台灣的人權、民主運動，並在妻子的鼓勵之下，受洗成為台灣基督長老教會會友。

## 家庭
妻子為田孟淑（人稱田媽媽），育有兩男兩女。大女兒田秋堇為中華民國現任監察委員（2018-）。

## 電影
《無米樂》導演顏蘭權、莊益增耗費五年拍攝紀錄片《牽阮的手》，將他們的愛情故事及投身民主運動的歷程搬上銀幕，影片曾於台北電影節首映，已在2011年11月18日在台灣上映。

## 資料出處:外部連結
- 民主前輩 田朝明醫師安息告別禮拜/訃聞 / 田秋堇: 我的唐吉軻德爸爸 （页面存档备份，存于）
- 人權醫師田朝明──燃燒生命、奉獻人權運動的艱辛歷史 （页面存档备份，存于）
- 牽阮的手 Hand in Hand / 預告片 Trailer （页面存档备份，存于）
- 牽阮的手 Hand in Hand / 官方部落格